# Marquesado de Alenquer
El marquesado de Alenquer es un título nobiliario español creado el 13 de octubre de 1616, en Portugal, por el rey Felipe III a favor de Diego de Silva y Mendoza, virrey de Portugal y caballero de la Orden de Calatrava, hijo de Ruy Gómez de Silva, príncipe de Éboli y I duque de Pastrana, y de su esposa Ana de Mendoza y de la Cerda.
Su denominación hace referencia a la villa de Alenquer en Portugal.

## Marqueses de Alenquer
|                                 | Titular                                         | Periodo                 |
| Creación por Felipe III         | Creación por Felipe III                         | Creación por Felipe III |
| ------------------------------- | ----------------------------------------------- | ----------------------- |
| I                               | Diego de Silva y Mendoza                        | 1616-1630               |
| II                              | Rodrigo de Silva Sarmiento y Villandrando       | 1630-1664               |
| III                             | Teresa Sarmiento de Silva y Fernández de Híjar  | 1664-1685               |
| IV                              | Baltasar de Zúñiga y Guzmán Sotomayor y Mendoza | 1685-1727               |
| Rehabilitación por Alfonso XIII |                                                 |                         |
| V                               | Enrique Gómez y Pocurull                        | 1922-¿?                 |
| VI                              | María Josefa Gómez y Pocurull                   | 1952-1962               |
| VII                             | María Elena Gómez-Medeviela y Carbonell         | 1962-1993               |
| VIII                            | María José Barber y Gómez-Medeviela             | 1993-actual titular     |

## Historia de los marqueses de Alenquer
- Diego de Silva y Mendoza (Real Alcázar, Madrid, diciembre de 1564-ibíd., 15 de junio de 1630), I marqués de Alenquer.[2]

Casó en primeras nupcias en 1577 con Luisa de Cárdenas Carrillo y Albornoz, matrimonio anulado en 1590. Casó en segundas nupcias, en noviembre de 1591, con Ana Sarmiento de Villandrando y Ullóa (1575-1595), V condesa de Ribadeo y V condesa de Salinas. Contrajo un tercer matrimonio con su cuñada Mariana Sarmiento de Villandrado y Ullóa, VII condesa de Salinas y VII condesa de Ribadeo. Le sucedió su hijo de su segundo matrimonio:
- Rodrigo Sarmiento de Silva y Villandrando (Madrid, 1600-Bembibre, 1664), II marqués de Alenquer, VIII conde de Ribadeo y VIII conde de Salinas .[4]

Casó con Isabel Margarita Fernández de Híjar y Castro-Pinós, IV duquesa de Híjar, IV duquesa de Aliaga, IV duquesa de Lécera, IX condesa de Belchite, y III condesa de Guimerá. Le sucedió su hija:
- Teresa Sarmiento de Silva y Fernández de Híjar (15 de octubre de 1631-1685[9]), III marquesa de Alenquer.[10]

Casó el 15 de julio de 1647 con Juan Manuel López de Zúñiga y Sotomayor, IX duque de Béjar. Le sucedió su hijo:
- Baltasar de Zúñiga y Guzmán Sotomayor y Mendoza (Béjar, diciembre de 1658-Madrid, 26 de diciembre de 1727), IV marqués de Alenquer,[11] I duque de Arión, VIII marqués de Ayamonte, II marqués de Valero, virrey de Navarra, de Cerdeña y de Nueva España y presidente del Consejo de Indias, sumiller de Corps.[11]

Rehabilitado en 1922 por:
- Enríque Gómez y Pocurull (n. en 1880), V marqués de Alenquer.[12] Le sucedió, en 1952, su hermana:[12]

- María Josefa Gómez y Pocurull (1879-Valencia, 12 de marzo de 1962), VI marquesa de Alenquer.[12] Le sucedió, en 1962 y por cesión, su sobrina, hija de su hermano Antonio Gómez y Pocurull y de su esposa María de los Ángeles Carbonell y de la Cuadra:

- María Elena Gómez-Medeviela y Carbonell (1917-21 de enero de 1993[13]), VII marquesa de Alenquer,[14] y IV condesa de Salvatierra de Álava, grande de España.[13]

Casó  el 30 de junio de 1968 con José María Barber y Campoy. Le sucedió, en 1993, su hija:
- María José Barber y Gómez-Medeviela, VIII marquesa de Alenquer.[15]

Casó con Rafael María Selva Guillén (m. Valencia, 12 de septiembre de 2012), ingeniero agrónomo y maestrante de Valencia.  Padres de una hija, Majo Selva Barber.